# ミゲル・デリーベス

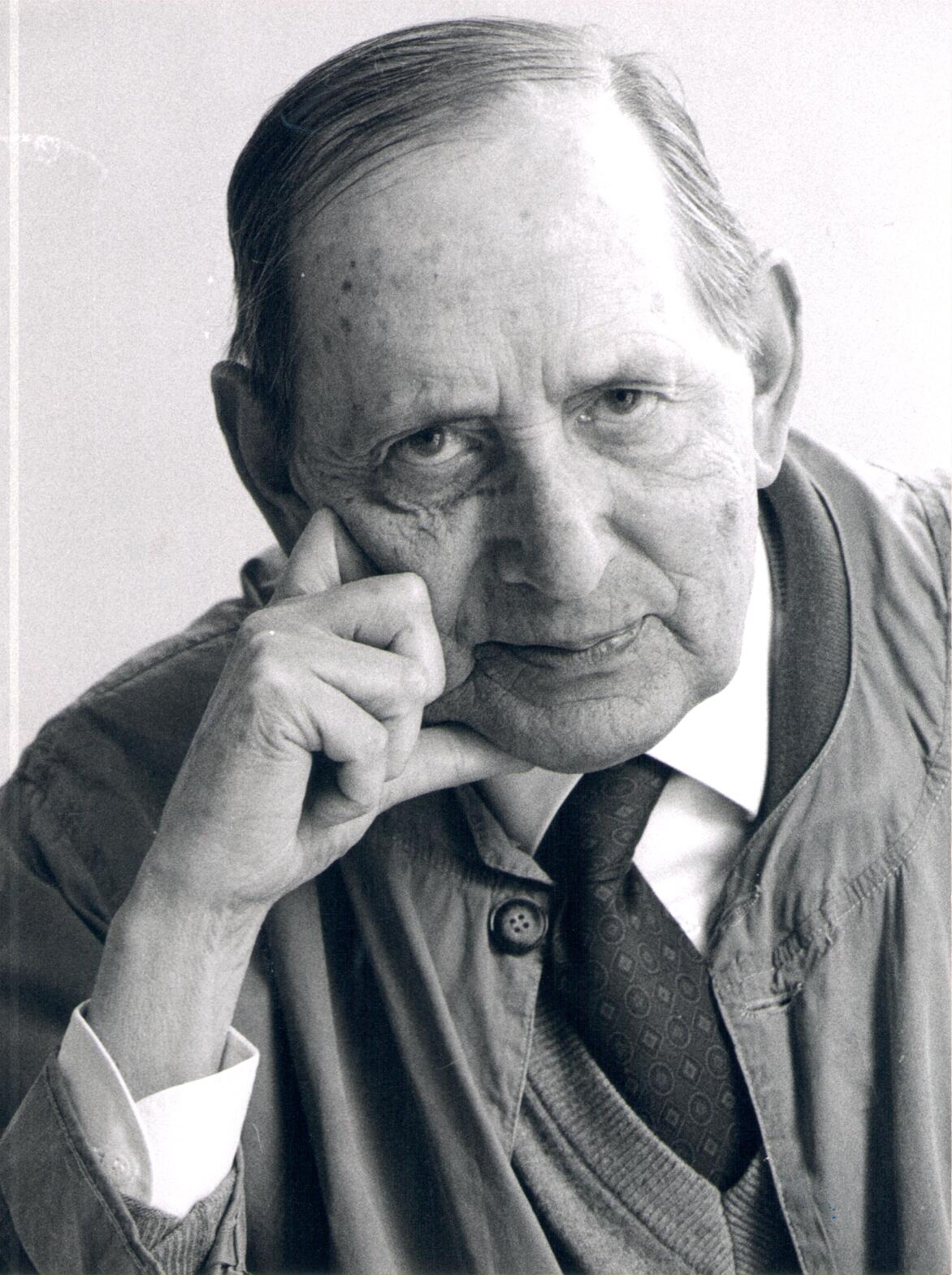
1998年のミゲル・デリーベス

ミゲル・デリーベス・セティエン（Miguel Delibes Setién, 1920年10月17日 - 2010年3月12日）は、スペインの小説家。スペイン王立アカデミー会員。

## 略歴
- バリャドリッドに生まれる。スペイン内戦の影響で大学進学を断念。
- 1948年、La sombra del ciprés es alargada（糸杉の影は長い）によりナダール賞を受賞。
- 1955年 - Diario de un cazador（ある猟師の日記）により国民文学賞（Premio Nacional de Literatura）を受賞。
- 1975年、スペイン王立アカデミーの会員となる。
- 1982年、アストゥリアス皇太子賞（文学部門）（Premio Príncipe de Asturias de las Letras）を受賞。
- 1991年、スペイン国民文学賞（Premio Nacional de las Letras Españolas）を受賞。
- 1993年、セルバンテス賞を受賞。
- 1999年、El hereje（異端者）によりスペイン国民文学賞（小説部門）（Premio Nacional de Narrativa）を受賞。
- 2010年3月12日、直腸癌の為に死亡[1]。89歳没。

## 作品
- 1948 - La sombra del ciprés es alargada
- 1950 - El camino　『エル・カミーノ（道）』（彩流社、2000年）
- 1955 - Diario de un cazador
- 1959 - La hoja roja　『赤い紙』（彩流社、1994年）
- 1962 - Las ratas　『ネズミ』（彩流社、2009年）
- 1964 - Viejas historias de Castilla la Vieja
- 1966 - Cinco horas con Mario　『マリオとの五時間』（彩流社、2004年）
- 1979 - Castilla, lo castellano y los castellanos
- 1981 - Los santos inocentes
- 1991 - Señora de rojo sobre fondo gris　『灰地に赤の夫人像』 （彩流社、1995年）
- 1998 - El hereje　『異端者』（彩流社、2002年）

## 脚註
1. ↑  Muere Miguel Delibes, el escritor que ensalzó la naturaleza AFP通信 2010年3月12日配信